# Mexigidiella tabascensis
Mexigidiella tabascensis is een vlokreeftensoort uit de familie van de Bogidiellidae. De wetenschappelijke naam van de soort is voor het eerst geldig gepubliceerd in 1961 door Villalobos.